# Eigenspannung
Eigenspannungen sind mechanische Spannungen, die in einem Körper herrschen, an dem keine äußeren Kräfte angreifen. Sie können durch plastische Verformungen, inhomogenes Gefüge oder thermische Einflüsse verursacht werden.
Mit den Eigenspannungen eng verbunden sind Verformungen (z. B. Verzug beim Schweißen).

## Einteilung

### Nach Ausdehnung
- Eigenspannungen 1. Art (makroskopisch, über mehrere Körner gemittelt)
- Eigenspannungen 2. Art (über einen Kristallit bzw. ein Korn gemittelt, als Abweichung der Eigenspannungswerte erster Art)
- Eigenspannungen 3. Art (innerhalb eines Korns, als Abweichung der Eigenspannungswerte erster und zweiter Art)

### Nach Zeitverlauf
- temporäre Spannungen treten zeitweise auf (z. B. bei der schnellen, inhomogenen Abkühlung oder Trocknung) und verschwinden danach vollständig
- latente Spannungen entstehen durch temporäre Spannungen, wenn dabei die Streckgrenze des Materials überschritten wird; typische Beispiele: Eigenspannung in Glasgegenständen und in Einscheiben-Sicherheitsglas. Latente Spannungen können durch Tempern bzw. Spannungsfreiglühen beseitigt werden.
- permanente Spannungen entstehen in Werkstücken mit inhomogenem Wärmeausdehnungskoeffizienten bei der Abkühlung; ein Beispiel ist die Eigenspannung einer Glasurschicht auf Keramik. Permanente Spannungen können nicht durch Tempern beseitigt werden.

## Ursachen
Die Ursachen von Eigenspannungen können thermisch, physikalisch oder chemisch induziert sein (Beispiele):
- Thermisch induzierte Eigenspannungen können dadurch entstehen, dass sich der Rand und der Kern eines Werkstücks nach entsprechender Erwärmung unterschiedlich schnell abkühlen (z. B. bei Gusswerkstücken). Durch die schnellere Abkühlung und Schrumpfung der randnahen Bereiche kann es dort zu Zugspannungen und zu einer lokalen Überschreitung der Streckgrenze kommen und damit zu plastischer Verformung. Nach erfolgtem Temperaturausgleich zwischen Rand und Kern bilden sich Druckeigenspannungen im Randbereich (Eigenspannung 1. Art).
- durch Phasenumwandlungen oder Bildung von Ausscheidungen kann es zu lokalen Gefügeverspannungen kommen (Eigenspannung 2. Art).
- Versetzungen sind von einem Spannungsfeld umgeben (Eigenspannung 3. Art).

(Druck-)Eigenspannungen können auch durch Diffusionsvorgänge hervorgerufen werden, wenn die inhomogene Einlagerung oder das Austreiben von Fremdstoffen, die im Festkörper gelöst sind, zu Volumenänderungen führt. Gleiches ist bei Ionenimplantation zu beobachten.
Starke Eigenspannungen sind auch in dünnen Schichten zu beobachten.

## Ermittlung
Da Eigenspannungen eine intrinsische Größe darstellen, ist eine Messung im klassischen Sinne nicht möglich. Vielmehr werden Begleiterscheinungen gemessen, welche in die zugrunde liegende Eigenspannung überführt werden können.

### Zerstörende Methoden
Bei den zerstörenden Methoden (Sägeschnittverfahren, Bohrlochmethode, Ringkernmethode) wird eigenspannungsbehaftetes Material mechanisch (i. d. R. mit Hochgeschwindigkeitsfräsen) oder mittels Elektroerosion abgetragen. Die dabei freigesetzte Eigenspannung führt zu einer Deformation des umliegenden Materials, welche i. d. R. mit Dehnungsmessstreifen gemessen wird. Durch geeignete Korrelationen können diese Verformungen in die zugrunde liegende Eigenspannung umgerechnet werden.
Die aktuelle Forschung richtet sich auf Verfahren, welche die Dehnung optisch ermitteln (z. B. digitale Bildkorrelation oder digitale Holografie) und den Materialabtrag durch Laserablation substituieren.

### Zerstörungsfreie Methoden
Bei den zerstörungsfreien Methoden (z. B. Röntgenografische Systeme, Elektronenrückstreubeugung) wird die Verzerrung des Metallgitters infolge der herrschenden Spannung ermittelt. Hierbei werden energiereiche Röntgenstrahlen in das zu untersuchende Werkstück eingebracht. Die Reflexion der Strahlung äußert sich dann als spezifisches Diffraktionsmuster, welches direkte Rückschlüsse auf die Höhe der zugrunde liegenden Eigenspannungen ermöglicht. Dieses Verfahren ist zunächst nur auf sehr oberflächennahe Bereiche begrenzt, bei Stahl liegt die Informationstiefe im Bereich einiger Mikrometer.
Durch elektrochemisches Abtragen dünner Schichten und geeignetes Rückrechnen der dabei ausgelösten Spannungen können jedoch auch Eigenspannungs-Tiefenverläufe ermittelt werden. Energiereichere Verfahren (Neutronenquellen) erlauben größere Eindringtiefen.
Eigenspannungen in dielektrischen bzw. durchsichtigen Materialien können anhand der Spannungsdoppelbrechung ermittelt werden. Siehe hierzu auch Spannungsoptik. Dieses Verfahren ist ebenfalls zerstörungsfrei.

## Beispiele, Auswirkungen, Anwendungen
Schweißeigenspannungen führen zum Verzug der Bauteile. Man versucht zwar, dem zu begegnen, indem man beispielsweise symmetrisch gelegene Blindnähte anbringt – die festigkeitsverringernden Nachteile bleiben jedoch erhalten. U. a. besonders sicherheitsrelevante Schweißverbindungen wie in Atomkraftwerken oder großen Gasleitungen werden nach dem Schweißen spannungsarm getempert.
Glasuren können durch Eigenspannungen Risse erleiden – teilweise ist das aus dekorativen Gründen erwünscht (Krakelee).
Dünne Schichten geraten während des Herstellungsprozesses teilweise unter sehr hohe Eigenspannungen. 
Zugeigenspannungen an der Oberfläche wirken sich negativ auf die Dauerfestigkeit eines Bauteils aus. Dagegen bewirken oberflächennahe Druckspannungen eine Erhöhung der Schwingfestigkeit, da an der Oberfläche vorliegende An- und Mikrorisse überdrückt sind und sich nicht ausbreiten können.
Um Oberflächen zur Festigkeitssteigerung unter Druckspannung zu bringen, werden Metall-Oberflächen oft kugelgestrahlt. Schweißnahtübergänge werden mehr und mehr mit dem hochfrequenten Hämmerverfahren HiFIT (High Frequency Impact Treatment) behandelt. Dies wirkt sich günstig auf die Ermüdungsfestigkeit (Materialermüdung) aus.
Glasoberflächen können hierzu chemisch behandelt werden (chemisch gehärtetes bzw. vorgespanntes Glas) oder sie werden (wie im Falle des Einscheiben-Sicherheitsglases) bei der Erstarrung im noch weichen Zustand aus Luftdüsen angeblasen, um latente thermische Eigenspannungen zu erzeugen.
Bei Spannbeton nimmt die Stahlkomponente die Zugspannungen auf, um den Beton davor zu schützen.